# Cerapachys latus
Cerapachys latus é uma espécie de formiga do gênero Cerapachys.